# Gianuário Carta
Gianuário Carta (Bitti, 1 de janeiro de 1931 − Cagliari, 17 de fevereiro de 2017) foi um político democrata cristão italiano, ministro da marinha mercante de 1983 até 1986.

## Biografia
Nascido em Bitti em 1931, formou-se em direito na Universidade Católica do Sagrado Coração e exerceu a profissão de advogado, sendo presidente da Ordem dos Advogados da província de Nuoro e, em seguida, da Sardenha.
Ocupou vários cargos parlamentares e de governo e foi ministro da marinha mercante de agosto de 1983 a junho de 1986, durante o primeiro governo Craxi.
Durante a décima legislatura, presidiu a Comissão Permanente do Senado sobre Agricultura e Florestas, e a comissão parlamentar bicameral que pesquisava o escândalo da filial da Banca Nazionale del Lavoro (BNL), em Atlanta.
Faleceu em Cagliari em 14 de fevereiro de 2017.